# Temple protestant de Béziers
Le temple protestant de Béziers est un lieu de culte situé place du temple à Béziers, dans l'Hérault. La paroisse est membre de l'Église protestante unie de France.

## Histoire

### Sous l'Ancien régime
L'histoire de la communauté protestante de Béziers remonte à la Réforme protestante, à la Renaissance. Elle est citée notamment par le théologien Théodore de Bèze, successeur de Jean Calvin à Genève. Durant les Guerres de Religion, les seigneurs de Magalas, Servian et Faugères défendent le camp huguenot. En 1562, les protestants sont maîtres de Béziers
Le roi Henri IV, longtemps chef des armées protestante, met fin à la guerre civile avec l'édit de Nantes en 1598. Un article de l'édit interdit aux réformés de construite des édifices religieux dans les villes épiscopales, et un temple est construit à Roujan, à quelques kilomètres du centre-ville,. La même année la ville se voit accorder par lettres patentes la création d'un collège royal — le futur lycée Henri IV.
Après plusieurs années de persécutions (dragonnades), le temple et son cimetière attenant sont rasés à la révocation de l'édit de Nantes par l'édit de Fontainebleau (1685), promulgué par le roi absolu Louis XIV.

### Époque moderne
Les protestants obtiennent de nouveau la liberté de cultes à la Révolution française, avec l'Article 10 de la Déclaration des droits de l'homme et du citoyen de 1789.
En 1861, dans le cadre du régime concordataire français, est construit un nouveau temple, rue Victor Hugo à Béziers. Quelques années, il s'avère sous-proportionné, et un nouvel édifice est inauguré 5 février 1899. Le pasteur est alors Daniel Chabas, succédant au pasteur Vincent Jaubert.
Le 5 décembre 1918, un nouveau orgue avec un seul clavier de 53 notes et un pédalier de 18 notes et installé au-dessus de l'entrée. 
Depuis 2017, la pasteure est Sophie Fantoni,. Elle engage la paroisse dans le dialogue interreligieux.

## Architecture
Le temple est encadré par les rues de temple et de la Font de Maury. L'entrée du presbytère est 3 rue du Général Thomières, face à l'Institut universitaire de technologie (IUT) de Béziers. L'entrée du temple est place du temple, le long du boulevard Bertrand Duguesclin.
La façade est ornée d'un bas-relief avec un Bible ouverte, symbole classique des églises protestantes au XIXe siècle. Elle repose sur un pupitre et est nimbée de rayons de lumières. Dessous s'ouvre une rosace, formant une croix. Le porche, dans l'axe, est encadré de colonnes lisses engagées avec chapiteau à volutes. Des grenades y sont intégrées, en références aux deux colonnes Jakin et Boaz du temple de Salomon. Le tympan est nu. L'entrée est précédée d'un escalier à sept marches.
La salle de culte est de plan rectangulaire, encadrée par des tribunes en grilles de fer forgées. Le sol est en mosaïque. Dans l'axe de la nef, une chaire à prêcher s'appuie sur le mur du fond. Elle est encadrée par une croix nue en bois et par un tableau des cantiques. Dessous, une Bible est ouverte, disposée sur la table de communion en pierre.